# Негативний зворотний зв'язок

Проста система негативного зворотного зв'язку, яка описує, наприклад, деякі електронні підсилювачі. Відгук негативний, якщо коефіцієнт підсилення AB негативний.

Негативний зворотний зв'язок (НЗЗ) — тип зворотного зв'язку, при якому вихідний сигнал передається назад на вхід для погашення частини вхідного сигналу.
Негативний зворотний зв'язок робить систему стійкішою до випадкової зміни параметрів.
Негативний зворотний зв'язок широко застосовується в машинобудуванні та радіоелектроніці, а також у живих організмах. Його можна зустріти в різноманітних галузях — від хімії та економіки до фізичних систем, зокрема таких, як клімат. Методи математичного аналізу систем, зокрема, з негативним зворотнім зв'язком, детально розглядаються теорією автоматичного управління.

## Побутовий приклад
Одним з найпростіших прикладів може служити пристрій звичайного зливного бачка у туалеті. В міру наповнення зливного бачка рівень води в ньому піднімається, що призводить до спливання поплавка, який блокує подальше надходження води.

## Негативний зворотний зв'язок в електроніці
Показовий приклад використання негативного зворотного зв'язку — будова підсилювача зі стабільним коефіцієнтом підсилення на основі  операційного підсилювача (ОП).
Нехай дано деякий ОП з коефіцієнтом підсилення порядку 106. На основі цього ОП потрібно створити підсилювач зі вхідним  опором не менше 5 кОм і коефіцієнтом підсилення 2.
Для цього на інвертуючий вхід ОП ставиться резистор з опором, трохи більшим від потрібного вхідного (припустимо, 7 кОм), а в ланцюг зворотного зв'язку — резистор з номіналом вдвічі більшим.
Аналітична формула показує, що такий спосіб побудови підсилювачів є наближеним, однак в силу великої величини коефіцієнта підсилення, похибка від застосованих припущень виявляється меншою, ніж від неточності виготовлення елементів.
Зазвичай НЗЗ дозволяє домогтися гарних параметрів підсилювача, однак це справедливо в загальному випадку тільки для підсилення постійного струму або низьких частот. Оскільки з підвищенням частоти затримка, яка вноситься підсилювачем, починає давати суттєвий фазовий зсув підсилюваного сигналу, то і НЗЗ працює вже не відповідно до розрахунку. Якщо і далі підвищувати частоту, то коли затримка стане порядку напівперіоду сигналу (тобто близькою до 180 градусів по фазі), то НЗЗ перетвориться в ПЗЗ, а підсилювач — в генератор. Для запобігання цьому, ланцюг НЗЗ повинен робитися частотно-залежним.
У НВЧ-підсилювачах зворотний зв'язок непридатний, тому стабілізувати посилення НВЧ-каскадів вельми непросто.

## Негативний зворотний зв'язок у живих системах
НЗЗ широко використовується живими системами різних  рівнів організації — від клітини до екосистем — для підтримки гомеостазу. Наприклад, у клітинах на принципі НЗЗ засновані багато механізмів регуляції роботи генів (див. лактозний оперон), а також регулювання роботи ферментів (інгібування кінцевим продуктом метаболічного шляху). В організмі на цьому ж принципі засновано систему  гіпоталамо-гіпофізарної регуляції функцій, а також багато механізмів нервової регуляції, що підтримують окремі параметри гомеостазу (терморегуляція, підтримання постійної концентрації діоксиду вуглецю і глюкози в крові та ін.) . У популяціях НЗЗ (наприклад, зворотна залежність між щільністю популяції і плодовитістю особин) забезпечують гомеостаз чисельності.